# Podolí (okres Přerov)
Podolí je obec ležící v okrese Přerov. Žije zde 199 obyvatel.

## Historie
První písemná zmínka o obci pochází z roku 1349.
Dne 25. dubna 2018 bylo schváleno usnesením výboru pro vědu, vzdělání, kulturu, mládež a tělovýchovu udělení znaku a vlajky obce.

## Galerie

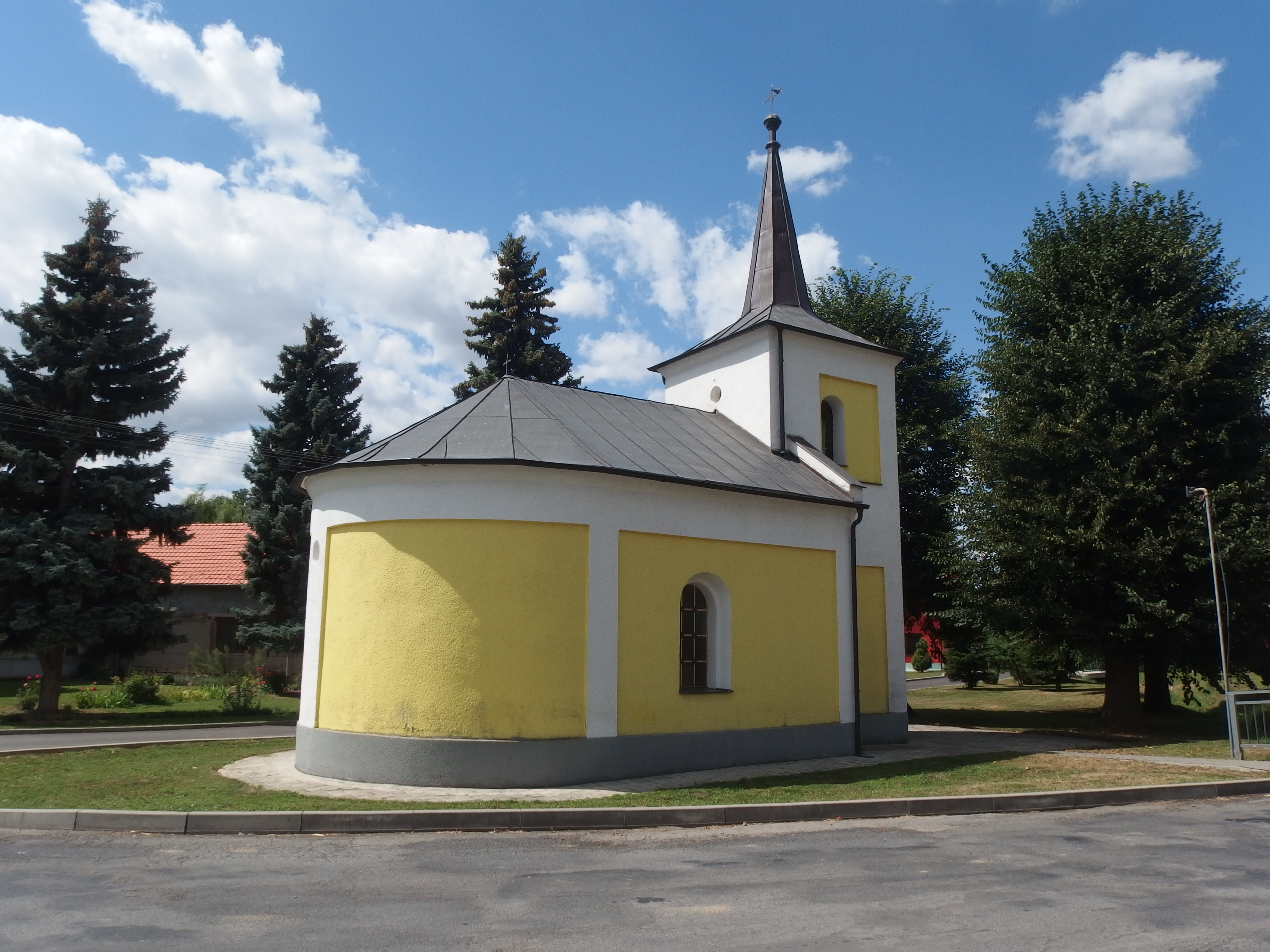
Kaple sv. Cyrila a Metoděje na návsi
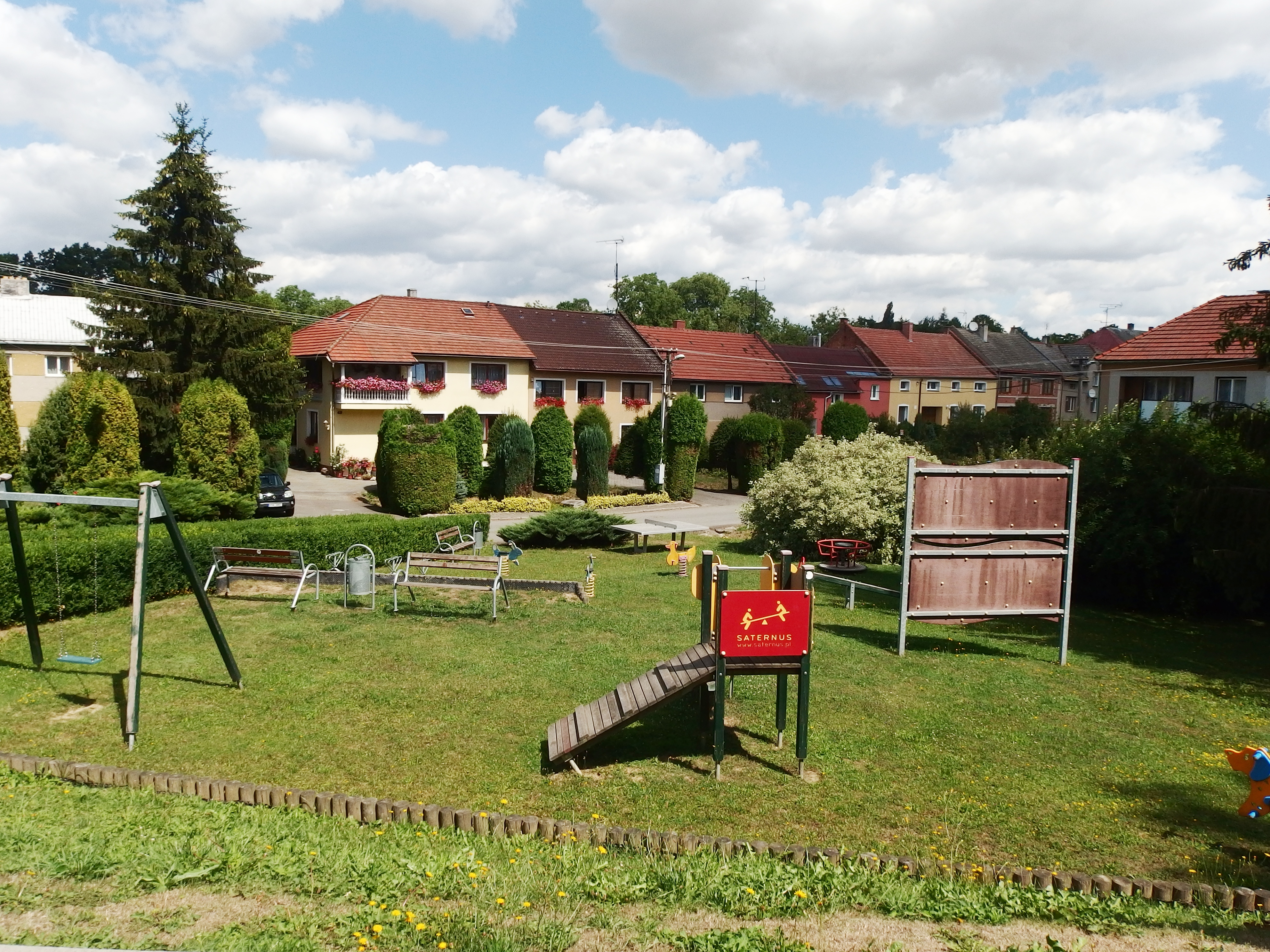
Dětské hřiště
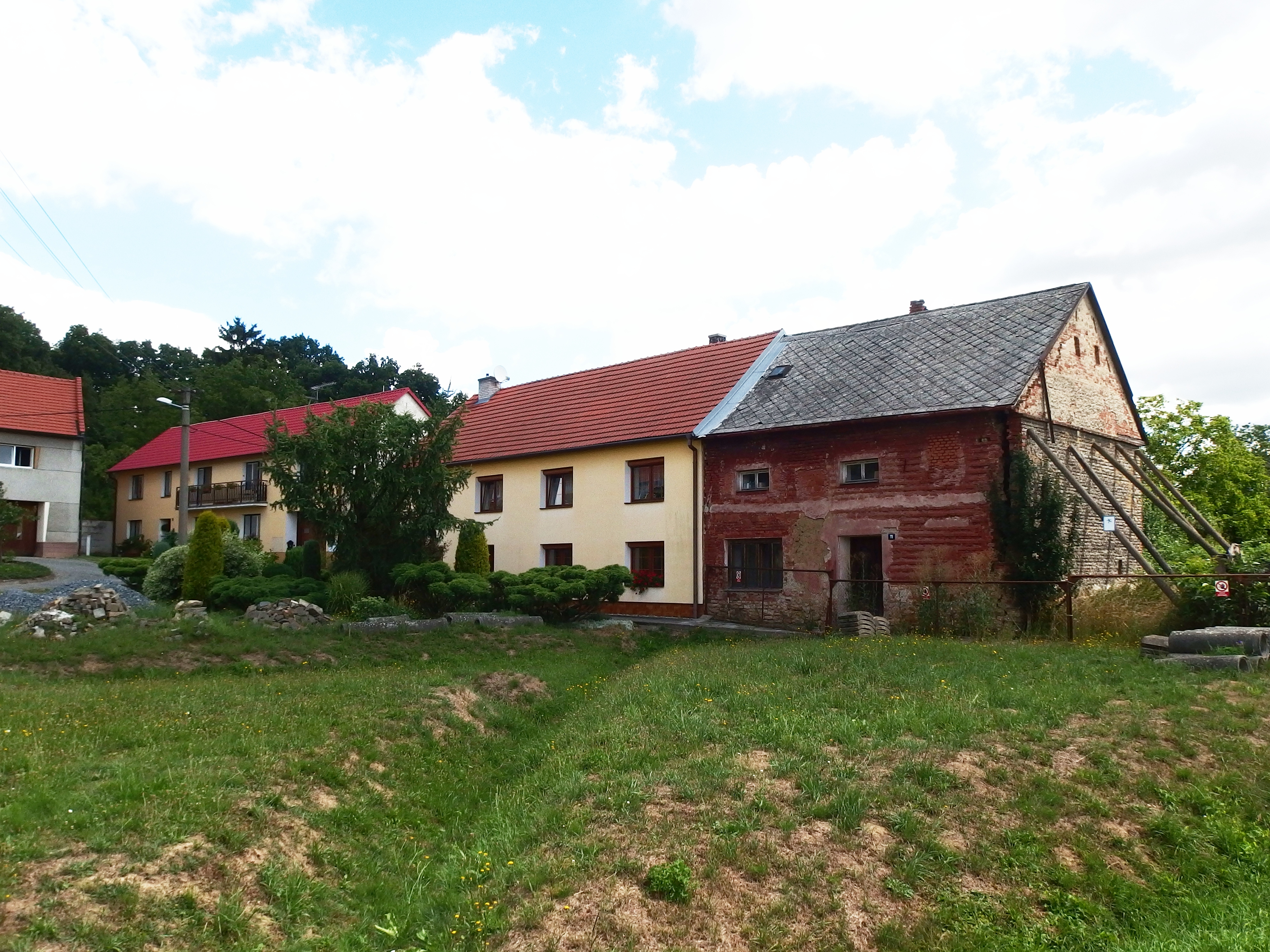
Domy
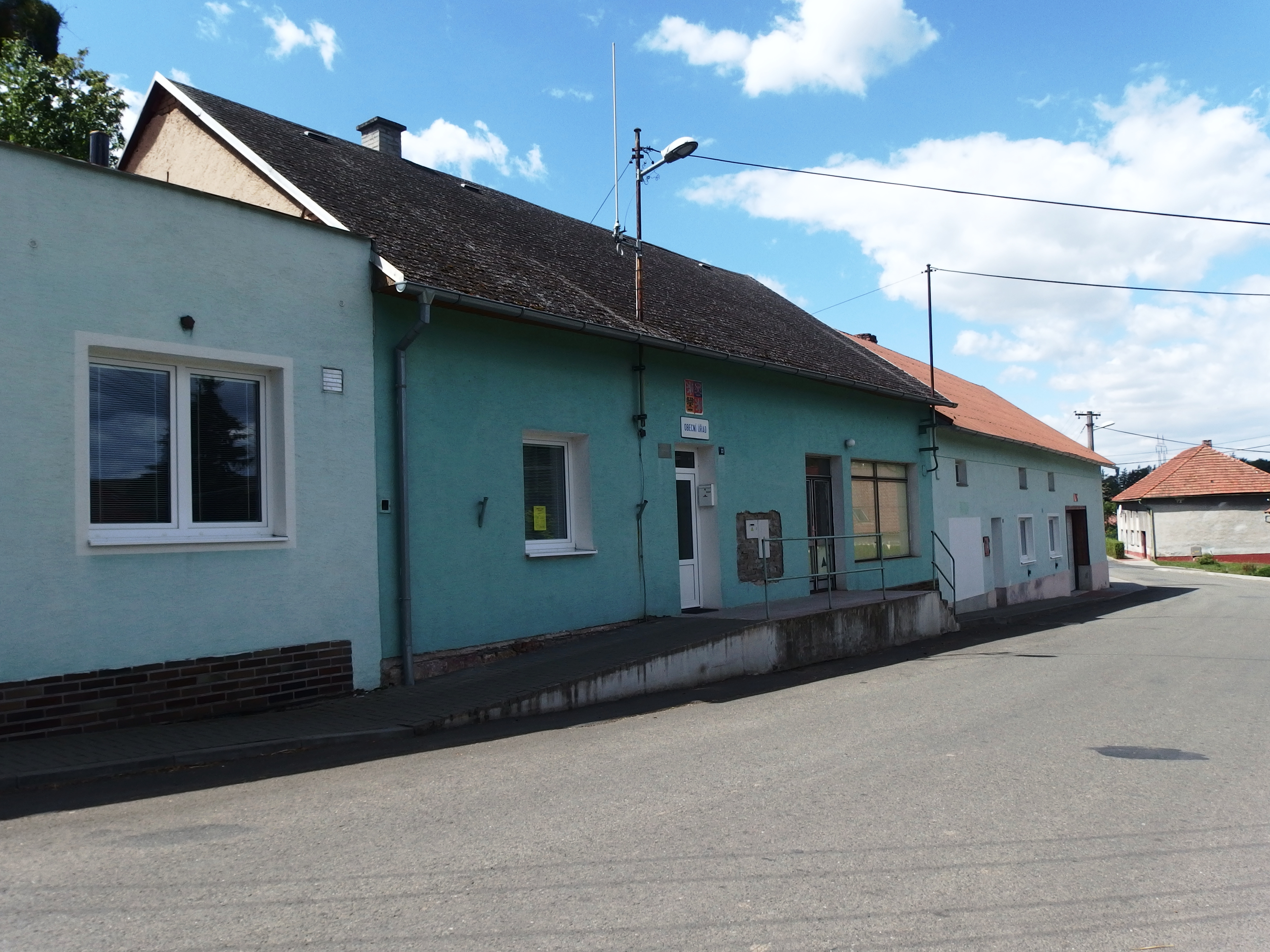
Obecní úřad